# Sztratonikosz (költő)
Sztratonikosz (Kr. e. 2. század?) görög költő, zenész
Athénből származott, Athénaiosz gyakran említi munkájában. Híres volt zenei előadásairól s rengeteg tanítványáról, valamint találó, csípős megjegyzéseiről. Ez utóbbi okozta vesztét is: kegyvesztett lett Nikoklész ciprusi királynál, aki kivégeztette. Munkái nem maradtak fenn.[forrás?]